# Test-lélek probléma
A test-lélek probléma az elmefilozófia klasszikus problémája. Mindennapi tapasztalatunk alapján a legalapvetőbb megállapítások közé tartozik, hogy az ember testből és lélekből áll. A kettő viszonyából fakadó problémakört nevezik test-lélek problémának. Ez, az egész filozófiatörténeten végigvonuló probléma olyan kérdéseket vet fel, mint például: Hogyan hat egyik a másikra? A lélek hat-e egyáltalán a testre? Hogyan kapcsolódik a lélek a testhez? Vajon a lélek testtelen-e? Azonos vagy különböző természetűek-e?

## Áttekintés
Descartes elmélkedései óta a lélek székhelyének az agyat tekintjük. Így az ő nyomán a nem fizikai természetű jelenségekért, az elmét tartjuk felelősnek. Így a test-lélek problémával foglalkozó filozófiát elmefilozófiának nevezzük. Azt pedig, hogy milyen jelenségeket irányít a lélek, mit nevezünk nem fizikai természetű jelenségeknek, azt röviden úgy fogalmazhatnánk meg, hogy a mentális állapotokat. A mentális állapotoknak jelenleg négy fajtáját különböztetjük meg: „Vannak észleleteink (perceptions), amikor hallunk, látunk, szaglunk, tapintunk, ízlelünk valamit; érzeteink (sensations), amikor éhséget, fájdalmat stb. érzünk; érzelmeink (emotions), amikor szerelmesek, szomorúak, dühösek stb. vagyunk; és gondolataink (thoughts), amikor hitekkel, vágyakkal, szándékokkal rendelkezünk.”
A legelső kérdés, ami a test-lélek probléma vizsgálatakor felmerül: Vajon miben áll test és elme természetének különbsége? Egyáltalán van-e különbség a kettő természete között? Test és elme viszonyát leírni kívánó több elmélet is született, melyeket alapvetően egy szempont alapján szokás elkülöníteni. Az első típusú elméletek azt vallják, hogy test és elme más természetűek. Ezeket az elméleteket dualista elméleteknek nevezzük. Ezzel szemben fogalmazódtak meg a monista elméletek, melyek szerint a kettő természetének különbsége csak látszat, valójában azonos természetűek vagy éppen azonosak.

## Dualista elméletek
A dualizmus (filozófiai értelemben) test és elme különállóságát hirdeti azaz azt állítja, hogy mentális állapotaink nem fizikai természetűek, nem a testhez köthetőek. A nyugati filozófiában (hasonlóan a keletihez) már nagyon korán megfogalmazódtak az első dualista elméletek. Leghíresebb képviselői közé tartozik Platón és Arisztotelész. Ugyan más megfontolásból és más módon, de mindketten azt állították, hogy a lélek (pszükhé) testetlen létező azaz, hogy nem azonosítható vagy megmagyarázható a testhez kapcsolódó terminusok által. Ugyanakkor a dualizmus legismertebb „fajtája” Descartes nevéhez fűződik. Ő úgy vélte, hogy a léleknek nincs kiterjedése, azaz nem rendelkezik semmilyen fizikai tulajdonsággal, tehát egy a testtől független, önálló létező, szakszóval szubsztancia. Ő, az elmét a tudatosság és az öntudat fogalmai mentén definiálta, ezzel egészen új megközelítését adva a problémának.
A dualizmus abból az alapvető emberi megérzésből, azaz intuícióból indul ki, hogy a fizikai és mentális jelenségek egészen különböző tulajdonságokkal rendelkeznek. Ezen intuíció mentén szokás a dualista elméleteket két szempont szerint kategorizálni: (1) milyen erős dualizmust állítanak, (2) mit állítanak test és elme viszonyáról.
A dualizmus erőssége alapján kétféle dualizmust szokás megkülönböztetni: (1) a szubsztanciadualizmust és (2) a tulajdonságdualizmust.
A szubsztanciadualizmus azt állítja, hogy test és elme két, egymástól független létező, azaz szubsztancia. Azaz, hogy „vannak testek vagy anyagi dolgok, amelyeknek lényege a térbeli kiterjedés és vannak elmék, melyek viszont anyagtalan dolgok, s ezek lényege a gondolkodás”. Ennek az elképzelésnek a legismertebb alakja Descartes, aki úgy vélte, hogy elme és test között, a tobozmirigyen keresztül jön létre kapcsolat (, azért éppen itt, mert Descartes ezt tartotta az egyetlen páratlan szervnek), de tagadta a „hajós a hajóban” elképzelést, miszerint a test nem más, mint egy „tartály”, amelyet az elme irányít. Ez a fajta dualizmus, a dualizmusok erősebb típusának tekinthető.
A szubsztanciadualizmussal szemben a tulajdonságdualizmus szerint „egyetlen szubsztancia létezik, az anyagi, de az anyagi szubsztancia (pontosabban az agy) két alapvetően különböző típusú tulajdonsággal rendelkezik: a fizikai mellett rendelkezik mentális tulajdonságokkal is”. A tulajdonságdualizmus tehát tagadja a mentális szubsztanciák létezését (és ezek alapján monista elméletként is felfogható, hiszen csak az anyagi szubsztancia létezését ismeri el – erről lásd később), de azt is tagadja, hogy a mentális tulajdonságok azonosak lennének a fizikai tulajdonságokkal. A tulajdonságdualizmus szerint a mentális állapotaink agyunk mentális, azaz nem fizikai tulajdonságaival azonosak.
Test és elme viszonya alapján a dualizmust az alábbi legnevezetesebb típusokra szokás osztani: (1) Az interakcionizmus (leghíresebb képviselői: René Descartes, Karl Popper) szerint test és elme kölcsönösen oksági hatást gyakorolnak egymásra. (2) A parallelizmus (leghíresebb képviselője: Gottfried Leibniz) szerint nincs semmilyen kölcsönhatás, mentális és fizikai események párhuzamosan futnak az eleve elrendelt harmónia szerint. (3) Az okkazionalizmus (leghíresebb képviselője: Nicholas Malebranche) szerint sincs oksági viszony egyik irányban sem. Az okozást Isten tetteként kell felfogni, az Ő közbeavatkozása lép fel minden egyes oksági helyzetben. (4) Végül az epifenomenalizmus (leghíresebb képviselői: Thomas Henry Huxley, Frank Jackson) szerint az oksági viszony egyirányú: fizikai jelenségek okozzák a mentális jelenségeket, de a mentálisak semmilyen oksági hatást nem gyakorolnak a fizikai jelenségekre.

## Monista elméletek
A monizmus a dualizmussal szemben azt állítja, hogy nincsen a világban semmilyen alapvető megoszlottság. A világban csak egy alapvető szubsztancia létezik. Ennek alapján háromféle monizmust különböztetünk meg: (1) az idealista monizmust, (2) a neutrális monizmust és (3) a materialista monizmust. Az idealista monizmus (leghíresebb képviselője: George Berkeley) tagadja a materiális szubsztanciák létezését. Az alapvető szubsztanciának a szellemi szubsztanciát tekinti, azaz a testet is mentálisnak fogja fel. A neutrális monizmus (leghíresebb képviselője: Baruch Spinoza) szerint nincs sem fizikai, sem mentális szubsztancia, hanem egy harmadik típusú létező van, mely egy bizonyos aspektusból fizikainak tűnik, egy másikból mentálisnak. Azaz test és lélek ugyanannak a dolognak két aspektusa. A materialista monizmus pedig csak a materialista szubsztanciák létezését fogadja el.
A XX. században alapvetően a materialista monizmus vált elfogadottá, bár több változata is kialakult. A materialista monizmust két csoportra szokás osztani aszerint, hogy tagadja-e vagy nem a mentális jelenségek létezését. Az eliminativizmus (leghíresebb képviselői: Patricia és Paul Churchland) vagy más néven antirealizmus szerint mentális, mint olyan egyáltalán nem létezik. Ezzel szemben a realista materializmus vagy legismertebb nevén fizikalizmus szerint léteznek ugyan mentális jelenségek, de azok fizikai természetűek. A XX. század második felére a fizikalizmus vált a legelfogadottabb megközelítéssé. A mentális jelenségek fizikai természetének magyarázatára vonatkozóan azonban több, különböző elmélet született.

## A fizikalizmus típusai
Behaviorizmus: A behaviorista a mentális jelenségekről szóló beszédet bonyolult viselkedésmintákról szóló beszédként elemzi, vagy azzá fordítja le. Azaz „azok a mondataink, melyek tartalmaznak mentális predikátumokat, vagyis olyan kifejezéseket, mint „hiszi”, „akarja”, „érzi”, „gondolja”, „észleli”, „reméli” stb., jelentésüket tekintve megegyeznek olyan mondatokkal, melyek nem tartalmaznak mentális predikátumokat, vagyis amelyekben kizárólag fizikai entitásokra történik utalás”. Az elmélet szerint a mentális predikátumokat tartalmazó mondatok jelentését hipotetikus „ha..., akkor...” típusú mondatokkal lehet visszaadni, melyek arra vonatkoznak, hogy az adott mentális állapottal rendelkező személy hogyan viselkedne bizonyos körülmények között. 
Például: A „Tamás egy sört akar inni” mondat azt jelenti, hogy:
ha Tamás egy kocsmában volna, akkor rendelne magának egy korsó sört,
ha Tamás otthon volna, akkor kivenne magának egy üveg sört a hűtőszekrényből,
stb.
Azonosságelmélet: Az azonosságelmélet szerint mentális állapotok azonosak az agy különböző állapotaival, azaz a mentális állapotok fizikai állapotokkal azonosak. Ha én rettenetesen vágyom valamire, az nem más, mint az agy bizonyos területén tüzelő neuronok összessége. Ezek alapján azt mondhatjuk, hogy a mentális kifejezések jelentése ugyan más, mint a fizikai kifejezéseké, jelöletük, referenciájuk azonban azonos. Két típusát különböztetjük meg:
Típusazonosság-elmélet: A mentális tulajdonságok azonosak meghatározott neurofiziológiai tulajdonságokkal. 
Például: a fájdalom mint mentális tulajdonság (mentális állapottípus) azonos a C-rostok tüzelésével mint neurofiziológiai tulajdonsággal (neurofiziológiai állapottípussal)
Példányazonosság-elmélet: Minden egyes mentális állapotpéldány azonos egy meghatározott neurofiziológiai állapotpéldánnyal. 
Például: jelenlegi fejfájásom mint egyedi (partikuláris) mentális állapot azonos valamely egyedi (partikuláris) agyállapotommal.
Ugyanakkor a példányazonosság-elmélet tulajdonságdualista is, hiszen az azonosság nem a tulajdonságok között, hanem csak a példányok között áll fenn. Azaz egy bizonyos mentális állapotpéldány egy bizonyos neurofiziológiai állapotpéldánnyal azonos. Ezek szerint a mentális tulajdonságok nem azonosak a neurofiziológiai tulajdonságokkal. Ha pedig a mentális tulajdonságok nem azonosak a neurofiziológiai tulajdonságokkal, akkor különböző tulajdonságok. Tehát a példányazonosság-elmélet tulajdonságdualista.
És ugyanakkor felfogható non-reduktív materializmusként is, amely egy másik megközelítést jelent. A non-reduktív materializmus szerint a mentális állapotokat nem lehet viselkedésmintákra, agy- vagy funkcionális állapotokra redukálni. Ez alapján a példányazonosság-elmélet is non-reduktív materializmus, hiszen azt mondja ki, hogy a mentális tulajdonságok nem azonosíthatóak a fizikai tulajdonságokkal, de teljesen azoktól függenek
Funkcionalizmus: Mentális állapotainkat az határozza meg, hogy milyen funkciót vagy szerepet töltenek be a mentális életünkben, és nem az, hogy milyen fizikai (neurofiziológiai) állapotokkal azonosak. Tehát nem azt kell vizsgálni, hogy egy mentális állapot milyen fizikai állapottal lehet azonos hanem, hogy milyen funkciót tölt be.
Például: Egy analógia: mentális állapotaink éppen úgy funkcionálisak, mint ahogyan például a porlasztó az. A porlasztó a (belsőégésű) motorokban az a dolog, amelynek az a funkciója, hogy összekeverje az üzemanyagot a levegővel. Mármost minden dolog, amely a motorokban összekeveri az üzemanyagot a levegővel, porlasztó, és valami nem attól porlasztó, hogy ilyen vagy olyan anyagból készül, ez ugyanis irreleváns. Tehát minden olyan állapotom, ami fájdalomérzetet okoz, fájdalom. Függetlenül attól, hogy az most C- vagy D- vagy bármilyen rostok vagy egyáltalán rostok tüzelése-e.
Anomáliás monizmus: Bár minden mentális esemény fizikai esemény, nincsenek szigorú törvények, melyek összekapcsolnák egymással a mentális és a fizikai világot, azaz nincsenek szigorú pszichofizikai törvények. A következő három állítás együttes tarthatóságát, azaz konzisztenciáját állítja: 
1.Az oksági interakció elve: Bizonyos mentális események oksági viszonyban állnak bizonyos fizikai eseményekkel.
2.Az okság nomologikus karakterének elve: Az ok-okozati viszonyban álló események szigorú természeti törvények alá tartoznak.
3.A „mentális” anomáliásságának elve: Nincsenek olyan szigorú természeti törvények, amelyek a mentális eseményeket fizikai eseményekkel kapcsolják össze.
Donald Davidsonnak, az elmélet legismertebb filozófusának egyik legletisztultabb megfogalmazása szerint a következő módon tehető konzisztenssé a fentebbi három elv, vagyis nézzük, hogyan működik az anomáliás monizmus. Íme:
Vegyünk találomra egy M mentális eseményt. Az (1) miatt ez oksági kapcsolatban áll valamilyen F fizikai eseménnyel. A (2) miatt léteznie kell szigorú törvénynek, ami M-et és F-t összekapcsolja. Csakhogy a (3) azt mondja, hogy nem léteznek pszichofizikai törvények. Mivel csak a fizika vonatkozik zárt rendszerekre, olyanokra, amelyeket szigorú törvények kormányoznak, annak a szigorú törvénynek, amely M-et és F-et összekapcsolja, fizikai törvénynek kell lennie. Ebben az esetben azonban M-nek rendelkeznie kell egy fizikai leírással, azaz fizikai eseménynek kell lennie.
Az anomáliás monizmus a non-reduktív materializmus legismertebb formája.

## További elméletek
A test-lélek probléma nyelvi kritikája:
Minden, a test-lélek problémát megoldani kívánó elmélet, érinti a szubsztanciák kapcsán felmerülő problémákat is. Egyes filozófusok szerint ez bizonyos elméletek összekeveréséből származik. Ezt vallotta Ludwig Wittgenstein is, azt állítva a nyelvi kriticizmus hagyománya tükrében, hogy a probléma nem létezik, csupán illuzórikus. Szerinte és követői szerint, hibás azt kérdezni, hogyan függ össze a mentális a biológiai állapottal és fordítva. Inkább el kellene fogadni, hogy az emberi tapasztalás különböző módokon is leírható. Történetesen biológiai terminusokkal és mentálisakkal is. Az illuzórikus probléma abból fakad, (1) amikor megpróbálják az egyik féle leírási módot a másikféle leírás terminusaival magyarázni; (2) amikor a mentális terminusokat rossz kontextusban használjuk. Ilyen például, amikor az agy mentális állapotait kutatjuk. Az agy egyszerűen rossz kontextusa a mentális terminusoknak. Az agy mentális állapotainak kutatása egyszerűen kategoriális tévedés, egy bizonyos típusú hibája az érvelésnek.
Wittgenstein nézetei több, kortárs filozófusra is hatással voltak. Így például Hilary Putnamra, a funkcionalizmus atyjára.

## A test-lélek probléma a kontinentális filozófiában
Az eddig vett elméletek az úgynevezett analitikus filozófiai iskola (esetenként angolszász iskolaként is emlegetett) hagyományhoz tartoznak. Ebből fakadóan alapvetően a nyelv vizsgálata, a logikai szerkezet feltárása volt érdekes; mindez a természettudományok erős tisztelete mellett. Ezzel szemben szokás beszélni az úgynevezett „kontinentális” filozófiáról, mely sokkal inkább a létezés és tapasztalás természetének vizsgálatát állítja középpontba. A test-lélek problémát a kontinentális filozófia tehát eltérően az analitikus iskolától, nem úgy vizsgálja, hogy a nyelvi formulákat kutatja.
Hegel, A szellem fenomenológiája című munkájában három különböző „szellem”-et különböztetett meg: (1) A „szubjektív szellem”-et, ami az individuum önálló szelleme, azaz a tudat maga. (2) Az „objektív szellem”-et, ami a társadalom és az állam szelleme. (3) Az „abszolút szellem”-et, minden fogalom egységét. Hegel ezen munkája nagy hatással bírt az utókor számára. A szellem fenomenológiája kapcsán felmerülő kérdések a XX. században két alapvető szellemi iskolát hoztak létre: (1) a fenomenológiát és (2) az egzisztencializmust. A fenomenológia (alapítója: Edmund Husserl) az emberi elme összetevőire fókuszál, azaz elsősorban arra, hogy a tudat hogyan befolyásolja a tapasztalást. Míg az egzisztencializmus (leghíresebb képviselői: Karl Jaspers, Jean-Paul Sartre) a tapasztalás elemeire fókuszál és azt vizsgálja, ez milyen hatással van a tudatra.

## Külső hivatkozások
- David Chalmers: Guide to the Philosophy of Mind
- Chris Eliasmith (szerk.): Dictionary of Philosophy of Mind
- Mindpapers: A Bibliography of the Philosophy of Mind and the Science of Consciousness
- Philosophy of Mind -- Galilean Library